# Emmerthal
Emmerthal – samodzielna (niem. Einheitsgemeinde) w Niemczech, w kraju związkowym Dolna Saksonia, w powiecie Hameln-Pyrmont.